# Musée national tchouvache
Le musée national tchouvache (en russe : Чувашский национальный музей, en tchouvache : Чӑваш наци музейĕ) est un important musée et centre culturel et de recherche situé à Tcheboksary, Tchouvachie.

## Historique
La structure est un palais du XIXe siècle. Avant la proclamation de la République autonome de Tchouvachie, ce musée fondé en 1921, était seulement un musée local. Ensuite, il est devenu le plus grand musée exposant les pièces naturalistes, historiques, culturelles et aussi théologiques de toute la région et des groupes ethniques locaux. En outre, le musée possède une collection unique de lettres runiques des XVIIe et XVIIIe siècles, transcrites par l'académicien AA Trofimov.

## Départements
Le musée compte cinq sections :
à Tcheboksary
- Musée Chapaev
- Musée littéraire K. Ivanov
- Musée Şeşpĕl Mišši

à Sespel (en)
- Musée Şeşpĕl Mišši

à Chorchely (ru)
- Mémorial du cosmonaute soviétique A. Nikolaïev

Quelque 160 000 objets sont conservés dans les collections du musée.
La Société pour l'étude des traditions locales est hébergée dans les locaux du musée. Cette association fait connaitre les traditions de la République, tant à la population locale qu'aux touristes.